# Cristo de la Concordia
A estátua do Cristo de la Concordia
O Cristo de la Concordia é uma enorme estátua monumental de Jesus Cristo, localizado na colina de San Pedro, na cidade de Cochabamba, Bolívia, a uma altura de 265 m acima da cidade. A estátua mede 34,20 metros de altura, sobre um pedestal de 6,24 metros e com uma altura total de 40,44 m. A estátua é ligeiramente menor do que a Estátua de Cristo Rei (Świebodzin) (36 metros contados dois metros coroa) e é maior do que a estátua do Cristo Redentor, no Rio de Janeiro, que é de 30 m (sem incluir o pedestal), o que o torna a segunda maior estátua do mundo de Jesus.

## História
A estátua foi feita por escultores e arquitetos cochabambinos, os irmãos César y Walter Terrazas Pardo, o gerenciamento de obras e construção foram feitas pelo arquiteto Mario Moscoso Villanueva com seu atual assistente, o arquiteto Armando Orozco e sua equipe de trabalhadores, em memória da visita do Papa João Paulo II para a cidade de Cochabamba em 1988. A obra foi realizada por iniciativa do líder trabalhista da fábrica Lucio López, que começou em 12 de julho de 1987, e foi concluída em 20 de novembro de 1994. Esta gigantesca escultura com os braços estendidos, representa a proteção do Cristo da Concórdia sobre a cidade de Cochabamba, e a hospitalidade dos habitantes desta cidade.

## Informações
A imagem está situada em cima da colina de San Pedro, na cidade de Cochabamba. Tem uma altura de 34,20 metros sem o pedestal, se o tamanho do pedestal (6,24 m) é adicionado atinge 40,44 m e um peso de 2,200 toneladas, a uma altitude de 2840 m acima do nível do mar.
A estátua do Cristo de la Concordia é a terceira maior estátua de Jesus Cristo no mundo, atrás da Estátua do Cristo Protetor com 43,5m, localizada no município de Encantado no Brasil, e a Estátua de Cristo Rei em Świebodzin na Polônia, que é de 36 m, enquanto a estátua do Cristo Redentor no Corcovado, Rio de Janeiro (Brasil) for superada em 4,20 m de altura.
A estátua conta com escadas em seu interior. Por elas se pode subir até o topo da estátua, atingindo os braços da imagem. A partir de diferentes furos que servem como janelas, você pode ter diferentes pontos de vista sobre o vale e da cidade de Cochabamba.
Ao Cristo de Concórdia pode-se chegar caminhando a pé pelas arquibancadas, que tem 1,399 degraus, mediante um teleférico ou mobilidades de serviço público como táxis ou ônibus.

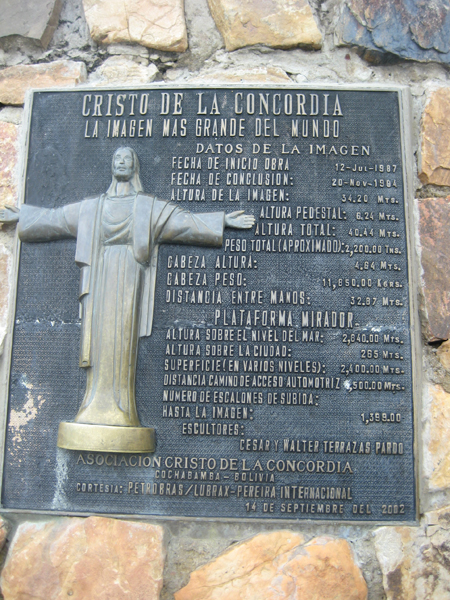
Placa com as informações da estátua do Cristo de la Concordia.

### Informações da imagem
- Data de início: 12 de julho de 1987
- Data de conclusão: 20 de novembro de 1994
- Altura da imagem: 34,20 m.
- Altura do pedestal: 6,24 m.
- Altura total: 40,44 m.
- Peso total (aprox.): 2200,00 t.
- Altura da cabeça: 4,64 m.
- Peso da cabeça: 11850,00 kg.
- Distância entre as mãos: 32,87 m.

### Plataforma de observação
- Altura sobre o nível do mar: 2840.00 m.
- Altura sobre a cidade: 265.00 m.
- Superfície (em vários níveis): 2400.00 m.
- Distância (caminho de acesso automotivo): 4500.00 m.
- Número de degraus até a imagem: 1399.00 m.
- Escultores: César e Wálter Terrazas Pardo